# Alfonso Yuste
Alfonso Yuste (Fernán Núñez, 1912), es un poeta español.

## Trayectoria
De fuertes convicciones republicanas, defiende sus ideas desde las páginas de varias revistas con las que colabora así como con obras como El dolor de un presidente, Juan Español, una obra dramática que él mismo dirige e interpreta. Tras la Guerra Civil es represaliado e incluso pasa por la cárcel, quedando su obra limitada a pequeñas colaboraciones en revistas marginales. No será hasta 1978, con la publicación de una selección de sus Poemas, cuando se recupera la memoria de Alfonso Yuste.
En su honor existe en Fernán Núñez la Calle Alfonso Yuste.